# Неорганические кислоты
Неоргани́ческие (минера́льные) кисло́ты — неорганические вещества, обладающие комплексом физико-химических свойств, которые присущи кислотам. Вещества кислотной природы известны для большинства химических элементов за исключением щелочных и щёлочноземельных металлов.

## Свойства и классификация неорганических кислот

### Формы существования и агрегатное состояние
Большинство неорганических кислот при обычных условиях существуют в жидком состоянии, некоторые – в твёрдом состоянии (ортофосфорная, борная, вольфрамовая, поликремниевые (гидраты SiO2) и др.). Кислотами также являются водные растворы некоторых газообразных соединений (галогеноводородов, сероводорода H2S, диоксида азота NO2, диоксида углерода CO2 и др.). Некоторые кислоты (например, угольную Н2СО3, сернистую Н2SO3, хлорноватистую HClO и др.) невозможно выделить в виде индивидуальных соединений, они существуют только в растворе.
По химическому составу различают бескислородные кислоты (HCl, H2S, HF, HCN) и кислородсодержащие (оксокислоты)(H2SO4, H3PO4). Состав бескислородных кислот можно описать формулой: HnХ, где Х — химический элемент, образующий кислоту (галоген, халькоген) или бескислородный радикал: например, бромоводородная HBr, циановодородная HCN, азидоводородная HN3 кислоты.
В свою очередь, все кислородсодержащие кислоты имеют состав, который можно выразить формулой: НnXОm, где X — химический элемент, образующий кислоту.

Таутомерные формы родановодородной кислоты

Таутомерные формы фосфористой кислоты

Атомы водорода в кислородсодержащих кислотах чаще всего связаны с кислородом полярной ковалентной связью. Известны кислоты с несколькими (чаще двумя) таутомерными или изомерными формами, которые различаются положением атома водорода:
Отдельные классы неорганических кислот образуют соединения, в которых атомы кислотообразующего элемента образуют молекулярные гомо- и гетерогенные цепные структуры. Изополикислоты — это кислоты, в которых атомы кислотообразующего элемента связаны через атом кислорода (кислородный мостик). Примерами выступают полисерные H2S2O7 и H2S3O10 и полихромовые кислоты H2Cr2O7 и H2Cr3O10. Кислоты с несколькими атомами разных кислотообразующих элементов, соединенных через атом кислорода, называются гетерополикислотами. Существуют кислоты, молекулярная структура которых образована цепочкой  одинаковых кислотообразующих атомов, например в политионовых кислотах H2SnO6 или в сульфанах H2Sn, где n≥2.
Отдельно выделяют пероксокислоты — кислоты, содержащие пероксогруппы [–O–O–], например пероксомоносерная H2SO5 и пероксодисерная H2S2O8 кислоты. Тиокислотами называют кислоты, содержащие вместо атомов кислорода атомы серы, например тиосерная кислота H2SO3S. Существуют и комплексные кислоты, например: H2[SiF6], H[AuCl4], H4[Fe(CN)6] и др.

### Равновесные процессы в водных растворах
Химические свойства кислот определяются способностью их молекул диссоциировать в водной среде с образованием гидратированных ионов H+ и анионов кислотных остатков А–:
{\displaystyle {\mathsf {HA+H_{2}O\rightleftarrows H_{3}O^{+}+A^{-}}}}
{\displaystyle {\mathsf {HA\rightarrow H^{+}+A^{-}}}} (упрощённая запись)
В зависимости от значения константы химического равновесия, также называемой константой кислотности Ka, выделяют сильные и слабые кислоты:
{\displaystyle {\mathsf {HCl\rightarrow H^{+}+Cl^{-}\ \ K_{a}~10^{7}}}}
{\displaystyle {\mathsf {HNO_{2}\rightarrow H^{+}+NO_{2}^{-}\ \ K_{a}~10^{-5}}}}
Из числа распространённых кислот к сильным относятся хлорная, азотная, серная и хлороводородная. Азотистая HNO2, угольная H2CO3 (CO2·H2O), фтороводородная HF – примеры слабых кислот. Также используется более детальная классификация по значению Ka на очень слабые (≤10−7), слабые (~10−2), средней силы (~10−1), сильные (~103), очень сильные (≥108).
Для неорганических кислородсодержащих кислот вида HnXOm известно эмпирическое правило, по которому значение первой константы связано со значением (m – n). При (m – n) = 0 кислота очень слабая, при 1 - слабая, при 2 - сильная, и, наконец, при 3 - кислота очень сильная:
| Кислота | Значение (m – n) | Ka    | pKa   |
| ------- | ---------------- | ----- | ----- |
| HClO    | 0                | 10−8  | 7,497 |
| H3AsO3  | 0                | 10−10 | 10    |
| Н2SО3   | 1                | 10−2  | 1,81  |
| Н3РО4   | 1                | 10−2  | 2,12  |
| HNO3    | 2                | 101   | −1,64 |
| H2SO4   | 2                | 103   | -3    |
| HClO4   | 3                | 10    | −10   |

Данная закономерность обусловлена усилением поляризации связи Н-О вследствие сдвига электронной плотности от связи  к электроотрицательному атому кислорода по подвижным π-связям Э=O и делокализацией электронной плотности в анионе.
Неорганические кислоты обладают свойствами, общими для всех кислот, среди которых: окрашивание индикаторов, растворение активных металлов с выделением водорода (кроме HNO3), способность реагировать с основаниями и основными оксидами с образованием солей, например:
{\displaystyle {\mathsf {2HCl+Mg\rightarrow MgCl_{2}+H_{2}\uparrow }}}
{\displaystyle {\mathsf {HNO_{3}+NaOH\rightarrow NaNO_{3}+H_{2}O}}}
{\displaystyle {\mathsf {2HCl+CaO\rightarrow CaCl_{2}+H_{2}O}}}
Число атомов водорода, отщепляемых от молекулы кислоты и способных замещаться на металл с образованием соли, называется основностью кислоты. Кислоты можно разделить на одно-, двух- и трехосновные. Кислоты с более высокой основностью неизвестны.
Одноосновными являются многие неорганические кислоты: галогеноводородные вида HHal, азотная HNO3, хлорная HClO4, роданистоводородная HSCN и др. Серная H2SO4, хромовая H2CrO4, сероводородная H2S служат примерами двухосновных кислот и т. д.
Многоосновные кислоты диссоциируют ступенчато, каждой ступени отвечает своя константа кислотности, причем всегда каждая последующая Кa меньше предыдущей ориентировочно на пять порядков. Ниже показаны уравнения диссоциации трехосновной ортофосфорной кислоты:
{\displaystyle {\mathsf {H_{3}PO_{4}\rightleftarrows H^{+}+H_{2}PO_{4}^{-}\ \ K_{a1}=7\cdot 10^{-3}}}}
{\displaystyle {\mathsf {H_{2}PO_{4}^{-}\rightleftarrows H^{+}+HPO_{4}^{2-}\ \ K_{a2}=6\cdot 10^{-8}}}}
{\displaystyle {\mathsf {HPO_{4}^{2-}\rightleftarrows H^{+}+PO_{4}^{3-}\ \ K_{a3}=1\cdot 10^{-12}}}}
Основность определяет число рядов средних и кислых солей − производных кислоты.
К замещению способны только атомы водорода, входящие в состав гидроксигрупп −OH, поэтому, например, ортофосфорная кислота H3PO4 образует средние соли - фосфаты вида Na3PO4, и два ряда кислых − гидрофосфаты Na2HPO4 и дигидрофосфаты NaH2PO4. Тогда как, у фосфористой кислоты H2(HPO3) только два ряда − фосфиты и гидрофосфиты, а у фосфорноватистой кислоты H(H2PO2) − только ряд средних солей − гипофосфитов.
Исключение составляет борная кислота H3BO3, которая в водном растворе существует в виде одноосновного гидроксокомплекса:
{\displaystyle {\mathsf {H_{3}BO_{3}+2H_{2}O\rightleftarrows H_{3}O^{+}[B(OH)_{4}]^{-}}}}
Современные теории кислот и оснований значительно расширяют понятие кислотных свойств. Так, кислота Льюиса — вещество, молекулы или ионы которого способны принимать электронные пары, в том числе и не содержащие ионов водорода: например, катионы металлов (Ag+, Fe3+), ряд бинарных соединений (AlCl3, BF3, Al2O3, SO3, SiO2). Протонные кислоты рассматриваются теорией Льюиса как частный случай класса кислот.

### Окислительно-восстановительные свойства
Все пероксокислоты и многие кислородсодержащие кислоты (азотная HNO3, серная H2SO4, марганцовая HMnO4, хромовая Н2CrO4, хлорноватистая HClO и др.) — сильные окислители. Окислительная активность этих кислот в водном растворе выражена сильнее, чем у их солей; при том окислительные свойства сильно ослабевают при разбавлении кислот (например, свойства разбавленной и концентрированной серной кислоты). Неорганические кислоты также всегда менее термически устойчивы, чем их соли. Указанные различия связаны с дестабилизирующим действием сильнополяризованного атома водорода в молекуле кислоты. Наиболее выразительно это проявляется в свойствах кислородсодержащих кислот-окислителей, например, хлорной и серной. Этим же объясняется невозможность существования вне раствора ряда кислот при относительной стабильности их солей. Исключение составляет азотная кислота и её соли, проявляющие сильно выраженные окислительные свойства вне зависимости от разбавления раствора. Такое поведение связано с особенностями строения молекулы HNO3.

## Номенклатура
Номенклатура неорганических кислот прошла долгий путь развития и складывалась постепенно. Наряду с систематическими названиями кислот широко применяются традиционные и тривиальные. Некоторые распространённые кислоты могут в различных источниках иметь разные названия: например, водный раствор HCl может именоваться соляной, хлороводородной, хлористоводородной кислотой.
Традиционные русские названия кислот образованы прибавлением к названию элемента морфем -ная или -овая (хлорная, серная, азотная, марганцовая). Для разных кислородсодержащих кислот, образованных одним элементом, используется -истая для более низкой степени окисления (сернистая, азотистая). В ряде случаев для промежуточных степеней окисления дополнительно используются морфемы -новатая и -новатистая (см. ниже названия кислородсодержащих кислот хлора).
Традиционные названия некоторых неорганических кислот и их солей приведены в таблице:
| Формула кислоты    | Традиционное название | Тривиальное название | Название соли |
| ------------------ | --------------------- | -------------------- | ------------- |
| H3AsO4             | Мышьяковая            |                      | Арсенаты      |
| H3ВO3              | Борная                |                      | Бораты        |
| Н2СО3 (CO2•H2O)    | Угольная              |                      | Карбонаты     |
| НCN                | Циановодородная       | Синильная            | Цианиды       |
| Н2CrO4             | Хромовая              |                      | Хроматы       |
| НМnO4              | Марганцовая           |                      | Перманганаты  |
| HNO3               | Азотная               |                      | Нитраты       |
| HNO2               | Азотистая             |                      | Нитриты       |
| Н3РО4              | Ортофосфорная         | Фосфорная            | Ортофосфаты   |
| H2SO4              | Серная                |                      | Сульфаты      |
| Н2SiO3 (SiO2•H2О)  | Метакремниевая        | Кремниевая           | Метасиликаты  |
| H4SiO4 (SiO2•2H2O) | Ортокремниевая        | Кремниевая           | Ортосиликаты  |
| H2S                | Сероводородная        |                      | Сульфиды      |
| HF                 | Фтороводородная       | Плавиковая           | Фториды       |
| НCl                | Хлороводородная       | Соляная              | Хлориды       |
| НВr                | Бромоводородная       |                      | Бромиды       |
| HI                 | Иодоводородная        |                      | Иодиды        |

Для менее известных кислот, содержащих кислотообразующие элементы в переменных степенях окисления, обычно применяются систематические названия.
В систематических названиях кислот к корню латинского названия кислотообразующего элемента добавляют суффикс -ат, а названия остальных элементов или их групп в анионе приобретают соединительную гласную -о. В скобках указывают степень окисления кислотообразующего элемента, если она имеет целочисленное значение. В противном случае в название включают и число атомов водорода. Например (в скобках традиционные названия):
HClO4 — тетраоксохлорат(VII) водорода (хлорная кислота)
HClO3 — триоксохлорат(V) водорода (хлорноватая кислота)
HClO2 — диоксохлорат(III) водорода (хлористая кислота)
HClO — оксохлорат(I) водорода (хлорноватистая кислота)
H2Cr2O7 — гептаоксодихромат(VI) диводорода (дихромовая кислота)
H2S4O6 — гексаоксотетрасульфат диводорода (тетратионовая кислота)
Н2В4О6 — гексаоксотетраборат диводорода (тетраметаборная кислота)
HAuCl4 — тетрахлороаурат(III) водорода (золотохлористоводородная кислота)
H[Sb(OH)6] — гексагидроксостибат(V) водорода
Ниже приведены корни латинских названий кислотообразующих элементов, не совпадающие с корнями русских названий тех же элементов: Ag — аргент(ат), As — арсен(ат), Аu — аур(ат), Cu — купр(ат), Fe — ферр(ат), Hg — меркур(ат), Pb — плюмб(ат), Sb — стиб(ат), Si — силик(ат), Sn — станн(ат), S — сульф(ат).
В формулах тиокислот, образованных из оксикислот замещением атомов кислорода на атомы серы, последние помещают в конце: H3PO3S — тиофосфорная кислота, H2SO3S — тиосерная кислота.

## Общие методы получения кислот
Существует множество методов получения кислот, в т. ч. общих, среди которых в промышленной и лабораторной практике можно выделить следующие:
- Взаимодействие кислотных оксидов (ангидридов) с водой, например:

{\displaystyle {\mathsf {P_{2}O_{5}+3H_{2}O\rightarrow 2H_{3}PO_{4}}}}
{\displaystyle {\mathsf {2CrO_{3}+H_{2}O\rightarrow H_{2}Cr_{2}O_{7}}}}
- Вытеснение более летучей кислоты из её соли менее летучей кислотой, например:

{\displaystyle {\mathsf {CaF_{2}+H_{2}SO_{4}\rightarrow CaSO_{4}+2HF\uparrow }}}
{\displaystyle {\mathsf {KNO_{3}+H_{2}SO_{4}\rightarrow KHSO_{4}+HNO_{3}\uparrow }}}
- Гидролиз галогенидов или солей, например:

{\displaystyle {\mathsf {PCl_{5}+4H_{2}O\rightarrow H_{3}PO_{4}+5HCl}}}
{\displaystyle {\mathsf {Al_{2}Se_{3}+6H_{2}O\rightarrow 2Al(OH)_{3}+3H_{2}Se}}}
- Синтез бескислородных кислот из простых веществ:

{\displaystyle {\mathsf {H_{2}+Cl_{2}\rightarrow 2HCl}}}
- Реакции ионного обмена на поверхности ионообменных смол: хемосорбция катионов растворенных солей и замена их на Н+.

## Применение
Минеральные кислоты широко применяют в металло- и деревообработке, текстильной, лакокрасочной, нефтегазовой и других отраслях промышленности и в научных исследованиях. К числу веществ, производимых в наибольшем объёме, относятся серная, азотная, фосфорная, соляная кислоты. Суммарное годовое производство в мире этих кислот исчисляется сотнями миллионов тонн в год.
В металлообработке они часто используются для травления железа и стали и в качестве очищающих агентов перед сваркой, металлизацией, окраской или гальванической обработкой.
Серная кислота, метко названная Д. И. Менделеевым «хлебом промышленности», применяется в производстве минеральных удобрений, для получения других минеральных кислот и солей, в производстве химических волокон, красителей, дымообразующих и взрывчатых веществ, в нефтяной, металлообрабатывающей, текстильной, кожевенной, пищевой и др. отраслях промышленности, в промышленном органическом синтезе и т. п.
Соляная кислота применяется для кислотной обработки, очищения руд олова и тантала, для производства патоки из крахмала, для удаления накипи с котлов и теплообменного оборудования ТЭЦ. Она также используется в качестве дубильного вещества в кожевенной промышленности. 
Азотная кислота применяется при получении аммонийной селитры, использующейся в качестве удобрения и в производстве взрывчатых веществ. Кроме того, она применяется в процессах органического синтеза, в металлургии, при флотации руды и для переработки отработанного ядерного топлива.
Ортофосфорную кислоту широко используют при производстве минеральных удобрений. Она используется при пайке в качестве флюса (по окисленой меди, по чёрному металлу, по нержавеющей стали). Входит в состав ингибиторов коррозии. Также применяется в составе фреонов в промышленных морозильных установках как связующее вещество.
Пероксокислоты, кислородсодержащие кислоты хлора, марганца, хрома находят применение как сильные окислители.